# 温小钰
温小钰（1938年—1993年），女，原籍浙江杭州，生于湖南醴陵，中国作家。翻译家，浙江文艺出版社总编辑，中国作家协会理事，第七届全国人大代表。

## 家庭
丈夫汪浙成。